# Sonny Liston
Charles L. "Sonny" Liston (Arkansas, 8 de maio de 1932 – Las Vegas, 30 de dezembro de 1970) foi um pugilista ex-campeão mundial dos pesos-pesados, cuja performance nos ringues assustava e surpreendia o mundo do boxe. Sonny Liston não se tornou conhecido apenas por suas lutas. O pugilista também era temido por sua ligação com a Máfia, que na metade do século possuía um poder paralelo nos Estados Unidos. Sonny Liston não despertava interesse da mídia por ser ex-presidiário, e não era exatamente um exemplo para os jovens.
The Ring classificou Liston como o sétimo maior peso pesado de todos os tempos, enquanto o escritor de boxe Herb Goldman o classificou em segundo lugar.

## Biografia
Liston conquistou o título em 1962 batendo Floyd Patterson e o manteve até 1964, quando perdeu para Muhammad Ali. Campeão, morou em Filadélfia. Ainda campeão, deixou a cidade e mudou-se para Denver. Mudou-se depois para Las Vegas. A trajetória meteórica daquele moleque de 22 anos, rápido, forte e de uma língua mais do que afiada, o credenciava a desafiar o favorito Liston, 31 anos, 35 vitórias, 24 por nocaute e 1 derrota.
O palco da luta entre Muahammad Ali e Sonny Liston, foi o Convention Hall, em Miami Beach, na Flórida. A vitória de Liston chegou a ser tratada por muitos como uma verdadeira barbada. Afinal, eram 28 vitórias seguidas. Nas duas últimas vezes que entrara no ringue, havia derrotado Floyd Patterson: a primeira para conquistar o título, a segunda para defender o cinturão, com um nocaute arrasador no primeiro round. Assim, muitos, inclusive especialistas, apontavam nova vitória, mais uma vez nos primeiros assaltos. Mas foi um nocaute técnico de Mohammad Ali sobre o então campeão Sonny Liston, que garantiria àquele garoto atrevido seu primeiro título mundial dos pesos-pesados. As papeletas dos juízes apontavam empate ao fim de seis rounds. A pontuação nos "scorecards" marcava 58 a 56 para Clay, 58 a 56 para Liston e 57 a 57. Mas Liston, sem forças e com dores insuportáveis, não conseguiu voltar para a luta. Nocaute técnico. Clay era o novo campeão mundial dos pesos-pesados
Foi na pesagem que o garoto Mohammad Ali proferiu uma frase que se eternizou no mundo do esporte. Perguntado como iria se aproximar de Sonny Liston, ele disse: "Voe como uma borboleta, ferroe como uma abelha" ("Float like a butterfly, sting like a bee"), hoje estampada em milhares de camisetas espalhadas pelo planeta.
Sobre a sua estratégia Ali declarou:
"Vou voar como uma borboleta, ferroar como uma abelha."
"Você não pode acertar o que os seus olhos não podem ver"
Mohammad Ali sobre Sonny Liston:
"Depois que eu derrotá-lo, vou doá-lo para o zoológico."
"Se Sonny Liston me derrotar, eu beijarei seus pés no ringue, rastejarei de joelhos para fora do ringue, direi que ele é o maior e pegarei o primeiro voo para fora do país."

## A Luta
Para rebater as palavras certeiras daquele que ainda era apenas um "garoto petulante", Liston tentou ser agressivo desde o início, mas a estratégia falhou graças a uma lesão no ombro logo no primeiro round. Essa foi a versão do então dono do cinturão. A história foi confirmada por Alexander Robbins, médico da Comissão de Boxe de Miami Beach. Ao examiná-lo ao fim do combate, constatou que Liston tinha rompido o tendão de seu ombro esquerdo.
Cassius Clay (Ali) não sabia disso, claro, mas se aproveitou ao encontrar fragilidades no adversário. Maior — 1,90 m contra 1,85 -, mais leve — 97,5 kg a 99,7 kg — e bem mais veloz, o desafiante abusou de sua rapidez e de jabs certeiros para se manter no centro do ringue e castigar o campeão nas cordas. No terceiro round, ele abriu um corte abaixo do olho esquerdo de Liston, mas o staff do campeão conseguiu tratá-lo e evitou a desistência.
O pugilista Sonny Liston, morreu em 1970. Lutou 54 vezes. Venceu 50 lutas e teve apenas quatro derrotas durante toda a carreira. A carreira de Liston declinou, especialmente depois da segunda derrota para Muhammad Ali. Ele lutaria até 1970, encerrando a carreira com 50 vitórias (39 nocautes) e 4 derrotas, e morreria no fim daquele ano.
A autópsia indicou traços de morfina e codeína, substância que indicaria uso de heroína, mas o estado avançado de decomposição do corpo — ele foi encontrado sete dias depois da data estimada da morte — foram tratados como inconclusivos. Oficialmente, as causas foram congestão pulmonar e insuficiência cardíaca.